# 구글 듀오
구글 듀오(Google Duo)는 구글이 개발한 화상 통화 모바일 앱으로, 안드로이드와 iOS용으로 제공된다. 2016년 5월 18일 구글 개발자 콘퍼런스에서 발표되었으며 2016년 8월 16일 전 세계에 출시되었다. 데스크톱과 랩톱 컴퓨터에서 구글의 크롬 웹 브라우저를 통해 사용할 수도 있다.
구글 듀오를 사용하면 사용자들이 고선명으로 화상 전화를 걸 수 있다. 낮은 대역폭의 네트워크에 최적화되어 있다. 단대단 암호화가 기본적으로 활성화되어 있다. 듀오는 휴대전화 번호에 기반을 두기 때문에 사용자는 자신의 연락처로부터 누군가에게 전화를 걸 수 있다. 이 앱은 자동으로 와이파이와 셀 네트워크 간 전환을 한다. 녹녹(knock knock) 기능을 사용하면 대답 전에 전화를 건 사람의 라이브 프리뷰를 볼 수 있다. 2017년 4월 업데이트에서 전 세계 사용자는 음성 전용 전화를 걸 수 있다.
2016년 12월 1일 기준으로 구글 듀오는 기기 제조업체들이 구글 플레이 스토어 접근을 위해 설치해야 하는 구글 앱 제품군 내 행아웃을 대체하였으며 행아웃은 선택사항으로 바뀌었다.
2022년 8월 8일부터 구글 듀오가 구글 미트로 바뀌었으며, 기존에 있던 구글 미트는 구글 미트(기본)으로 바뀌었다.

## 같이 보기
- 구글 알로